# R. G. Armstrong
Robert Golden Armstrong (meist kurz R. G. Armstrong; * 7. April 1917 in Birmingham, Alabama; † 27. Juli 2012 in Studio City, Los Angeles) war ein US-amerikanischer Fernseh-, Film- und Theaterschauspieler.

## Leben
Armstrong, der aus einer religiös-fundamentalistischen Familie stammte und nach dem Wunsch der Mutter eigentlich Priester hätte werden sollen, sammelte erste Erfahrungen als Schauspieler am Theater während seines Studiums an der Universität von North Carolina. Daneben schrieb er selbst Stücke. Nach dem Abschluss seines Studiums ging er nach New York und spielte am Broadway, unter anderem sehr erfolgreich in Die Katze auf dem heißen Blechdach.
Seine erste Filmrolle hatte er 1954 in Garden of Eden. Danach trat Armstrong in rund 80 Kino- und Fernsehfilmen auf und hatte ebenso viele Gastauftritte in Fernsehserien, zuletzt in Millennium. Der Regisseur Sam Peckinpah besetzte ihn seit den 1960er Jahren häufig in seinen Filmen. Seine wohl bekannteste Filmrolle als „Sheriff Bob Ollinger“ in Pat Garrett jagt Billy the Kid resultierte aus dieser Zusammenarbeit. Zu Beginn des neuen Jahrtausends spielte Armstrong noch in Off-Broadway-Stücken, beendete jedoch aufgrund fortschreitender Erblindung seine Karriere.
R. G. Armstrong war drei Mal verheiratet: Aus seiner ersten Ehe mit Ann Neale gingen vier gemeinsame Kinder hervor. Seine zweite Ehe mit Susan Guthrie hielt von 1973 bis 1976. 1993 heiratete er schließlich Mary Craven, mit der er bis zu ihrem Tod im Jahr 2004 verheiratet blieb.

## Auszeichnungen
- 1999: Golden Boot Award für sein Lebenswerk
- 2003: Preis für sein Lebenswerk auf dem Fright-Fest

## Filmografie (Auswahl)

### Kino- und Fernsehfilme
- 1954: Garden of Eden
- 1957: Ein Gesicht in der Menge (A Face in the Crowd)
- 1958: Schieß zurück, Cowboy (From Hell to Texas)
- 1958: Der Gangsterkönig von New York (Never Love a Stranger)
- 1959: Auf der Kugel stand kein Name (No Name on the Bullet)
- 1960: Der Mann in der Schlangenhaut (The Fugitive Kind)
- 1962: Sacramento (Ride the High Country)
- 1964: Die Revolverhand (He Rides Tall)
- 1965: Sierra Charriba (Major Dundee)
- 1966: El Dorado
- 1969: 80 Schritte bis zum Glück (80 Steps to Jonah)
- 1970: Abgerechnet wird zum Schluss (The Ballad of Cable Hogue)
- 1970: Die Rocker von der Boston Street (Angels Die Hard)
- 1970: Die große weiße Hoffnung (The Great White Hope)
- 1971: Der Cowboy (J. W. Coop)
- 1972: Der große Minnesota-Überfall (The Great Northfield Minnesota Raid)
- 1973: Cotter
- 1973: Irrsinn der Gewalt (Camper John)
- 1973: Pat Garrett jagt Billy the Kid (Pat Garrett and Billy the Kid)
- 1973: Der Tiger hetzt die Meute (White Lightning)
- 1973: Mein Name ist Nobody (Il mio nome è Nessuno)
- 1975: Die Mafia kennt keine Gnade (Mean Johnny Barrows)
- 1975: Straße der Gewalt (White Line Fever)
- 1975: Vier im rasenden Sarg (Race with the Devil)
- 1976: Mr. Universum (Stay Hungry)
- 1977: Mister Billion (Mr. Billion)
- 1977: Der Teufel auf Rädern (The Car)
- 1977: Die Meute (The Pack)
- 1978: Der Himmel soll warten (Heaven Can Wait)
- 1978: Highway Cowboy (Texas Detour)
- 1978: Der Höllenhund (Devil Dog: The Hound of Hell) (Fernsehfilm)
- 1978: Die Zeitmaschine (The Time Machine) (Fernsehfilm)
- 1979: Good Luck, Miss Wyckoff
- 1979: Der Rasende Charlie (Fast Charlie… the Moonbeam Rider)
- 1979: Sechs Männer aus Stahl (Steel)
- 1979: Der letzte Coup der Dalton Gang (The Last Ride of the Dalton Gang) (Fernsehfilm)
- 1980: Blast – Wo die Büffel röhren (Where the Buffalo Roam)
- 1981: Der Teufelsschrei (Evilspeak)
- 1981: Der geheimnisvolle Fremde (Raggedy Man)
- 1981: Die Jagd (The Pursuit of D. B. Cooper)
- 1981: Reds
- 1982: Das Engelsgesicht – Drei Nächte des Grauens (The Beast Within)
- 1982: Hammett
- 1982: Die Schattenreiter (The Shadow Riders, Fernsehfilm)
- 1983: McQuade, der Wolf (Lone Wolf McQuade)
- 1984: Kinder des Zorns (Children of the Corn)
- 1986: Rocket Man (The Best of Times)
- 1986: Verwegene Hunde (Oceans of Fire, Fernsehfilm)
- 1986: Jocks – Tennis, Tenies und Bikinis (Jocks)
- 1987: Johnsons Weg ins Weiße Haus (LBJ: The Early Years, Fernsehfilm)
- 1987: Predator
- 1987: Bulletproof – Der Tiger II (Bulletproof)
- 1990: Dick Tracy
- 1993: Warlock – Satans Sohn kehrt zurück (Warlock: The Armageddon)
- 1996: Don't Look Back – Die Killer im Nacken (Don’t Look Back, Fernsehfilm)
- 1996: Tödliche Umstände – Invasion of Privacy (Invasion of Privacy)
- 1998: Alexandre Dumas – Der Mann mit der eisernen Maske (The Three Musketeers Meet the Man in the Iron Mask)
- 1999: Showdown auf dem Weg zur Hölle (Purgatory, Fernsehfilm)
- 2001: The Waking

### Fernsehserien und Musikvideos
- 1958: Have Gun – Will Travel (2 Folgen)
- 1958: Westlich von Santa Fé (The Rifleman, 2 Folgen)
- 1958/1959: Sugarfoot (2 Folgen)
- 1958/1959: Der Texaner (The Texan, 2 Folgen)
- 1958–1962: Perry Mason (3 Folgen)
- 1959/1960: Maverick (2 Folgen)
- 1959–1965: Tausend Meilen Staub (Rawhide, 4 Folgen)
- 1959–1966: Bonanza (3 Folgen)
- 1960: The Westerner (Folge 1x02)
- 1960/1961: Cheyenne (2 Folgen)
- 1960/1962: Alfred Hitchcock präsentiert (Alfred Hitchcock Presents, 2 Folgen)
- 1960–1962: Am Fuß der blauen Berge (Laramie, 5 Folgen)
- 1961–1967: Rauchende Colts (Gunsmoke, 5 Folgen)
- 1962: Twilight Zone (The Twilight Zone, Folge 3x16 Licht im Dunkel)
- 1962–1963: Alfred Hitchcock zeigt (The Alfred Hitchcock Hour, 2 Folgen)
- 1963–1965: Auf der Flucht (The Fugitive, 3 Folgen)
- 1963/1967: Die Leute von der Shiloh Ranch (The Virginian, 2 Folgen)
- 1965: Big Valley (The Big Valley, Folge 1x08)
- 1965–1967: FBI (The F.B.I., 3 Folgen)
- 1966–1967: T.H.E. Cat, Artist und Detektiv (13 Folgen)
- 1967: Der Marshall von Cimarron (Cimarron Strip, Folge 1x04)
- 1967/1968: Daniel Boone (2 Folgen)
- 1967/1968: Invasion von der Wega (The Invaders, 2 Folgen)
- 1968: Lancer (Folge 1x04)
- 1969/1970: Hawaii Fünf-Null (Hawaii Five-O, 2 Folgen)
- 1970: High Chaparral (The High Chaparral, Folge 4x04)
- 1971/1973: Cannon (2 Folgen)
- 1974: Dr. med. Marcus Welby (Marcus Welby, M.D., Folge 5x16)
- 1974: McMillan & Wife (Folge 4x01)
- 1976: Abenteuer der Landstraße (Movin' On, Folge 2x15)
- 1976: Die Zwei mit dem Dreh (Switch, Folge 2x11)
- 1977: Starsky & Hutch (Folge 2x20 Huggy Bear & Kompagnon)
- 1977: Baretta (Folge 4x05)
- 1979: Vegas (Vega$, Folge 1x17)
- 1979: Fantasy Island (Folge 3x05)
- 1979/1983: Ein Duke kommt selten allein (The Dukes of Hazzard, 2 Folgen)
- 1980: Drei Engel für Charlie (Charlie’s Angels, Folge 4x13)
- 1981–1985: Trapper John, M.D. (6 Folgen)
- 1982: Der Denver-Clan (Dynasty, 3 Folgen)
- 1984: Matt Houston (Folge 3x05)
- 1987–1989: Erben des Fluchs (Friday the 13th, 6 Folgen)
- 1988–1989: Feuersturm und Asche (War and Remembrance, Miniserie, 2 Folgen)
- 1989: Matlock (2 Folgen)
- 1991: Metallica: Enter Sandman (Musikvideo)
- 1991: Palm Beach-Duo (Silk Stalkings, Folge 1x02 Die Alptraum-Bar)
- 1991: Zurück in die Vergangenheit (Quantum Leap, Folge 4x09)
- 1992/1993: L.A. Law – Staranwälte, Tricks, Prozesse (L.A. Law, 2 Folgen)
- 1994: Walker, Texas Ranger (Folge 2x22)
- 1997–1998: Millennium – Fürchte deinen Nächsten wie Dich selbst (Millennium, 5 Folgen)